# Ana Copado
Ana María Copado Amorós (Terrassa, 31 de março de 1980) é uma jogadora de polo aquático espanhola, medalhista olímpica.

## Carreira
Copado fez parte da equipe da Espanha que conquistou a medalha de prata nos Jogos Olímpicos de 2012, em Londres.